# Корпоколініт

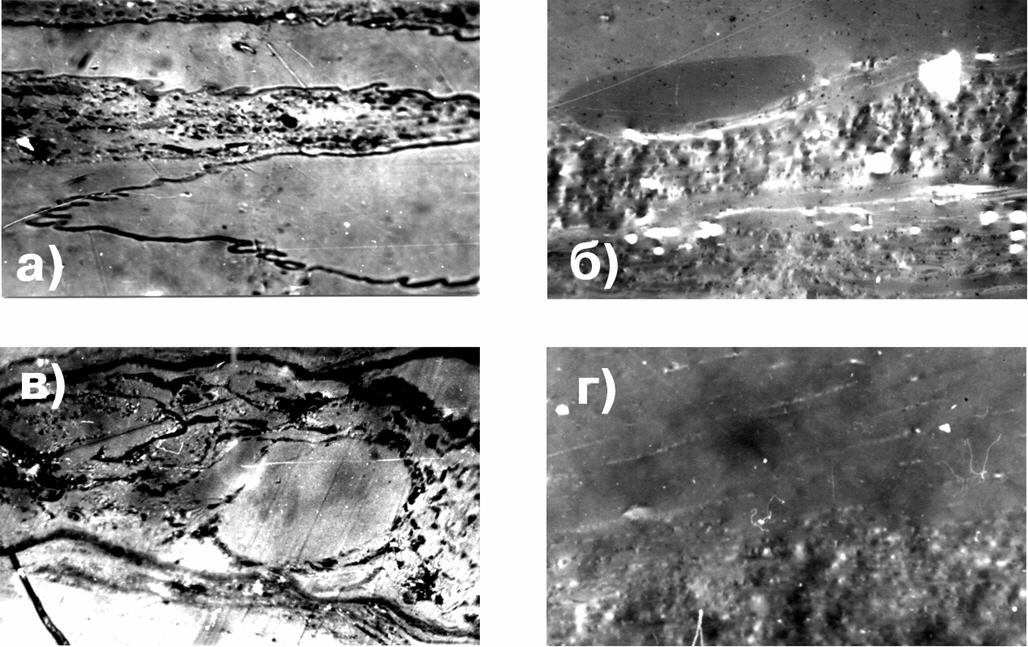
Група вітриніту: а — колініт (гомогенний сірий) з кутинітом (чорний). Відбите світло. Імерсія; б — колініт (гомогенний сірий), корпоколініт (темносіре овальне тіло ліворуч), телініт (нерівномірна смуга в центрі). Білі сфероліти — пірит. Відбите поляризоване світло. Стан згасання; в — вітродетриніт. Відбите світло. Імерсія; г — колініт (зверху), телініт (знизу).

Корпоколініт — масивні гомогенні тіла в основному округлої або овальної форми, які зустрічаються в кам'яному вугіллі ізольовано, або у вигляді заповнювача клітин. Їхній розмір відповідає розмірам рослинних клітин. В карбоновому вугіллі зустрічаються дуже крупні утворення корпоколініту (до 300 мкм в поперечнику).